# Helmer von Lützelburg
Helmer von Lützelburg (* 1. Oktober 1956) ist ein deutscher Regisseur, Drehbuchautor und Filmproduzent. Er ist ein Sohn des Malers und Simplicissimus-Zeichners Josef Sauer (1893–1967).

## Leben
Nach dem Abitur am Albert-Einstein-Gymnasium München studierte Lützelburg ab 1976 an der Hochschule für Fernsehen und Film in München (Spielfilmklasse). Sein erster 30-minütiger Kurzfilm Was halten Sie vom Tod der Wilma Montesi? (1978, Prädikat: wertvoll) lief auf zahlreichen internationalen Filmfestivals, darunter in San Francisco und Rotterdam.
Sein Abschlussfilm Die Nacht des Schicksals, ein Grusical mit Billie Zöckler, Melitta Wolke-Desinée und Mitgliedern des Theaterkollektivs Rote Rübe (Traute Hoess, Ludwig Boettger) parodiert Schlagerfilme und B-Pictures der 50er- und 60er-Jahre. Die Lieder des Films (Komponist: Markus Klug) wurden von Ton Steine Scherben und Rio Reiser eingespielt. Der Film erhielt 1982 einen Bundesfilmpreis (Filmband in Silber) und den Förderpreis des Max-Ophüls-Wettbewerbs. Im Episodenfilm Neonstadt (1982, Prädikat: wertvoll) unter der Gesamtleitung von Eckhart Schmidt (Der Fan, 1982) inszenierte Lützelburg die Episode Star mit Billie Zöckler.
1982 gründete Lützelburg in München zusammen mit dem Drehbuchautor und Komponisten Andreas Markus Klug die Filmproduktionsfirma Emotion Pictures. 1984 erarbeitete er mit Alfred Biolek das Konzept für die TV-Talentshow Showbühne. Im gleichen Jahr erschien seine Komödie Im Himmel ist die Hölle los, welche 1986 den Sonderpreis des Max-Ophüls-Wettbewerbs erhielt und zum Kultfilm wurde. In der rabenschwarzen Satire agieren neben Billie Zöckler und Dirk Bach eine Vielzahl bekannter Darsteller wie Barbara Valentin, Ralph Morgenstern, Walter Bockmayer, Harry Baer, Ortrud Beginnen, Cleo Kretschmer, Samy Orfgen, Beate Hasenau, Elma Karlowa, Kurt Raab, Veronika von Quast und die Ariel-Klementine Johanna König. Der deutsche Entertainer, Schauspieler und Comedian Dirk Bach spielte darin seine erste Hauptrolle, den Showmaster Willi Wunder. Lützelburg hatte im Film auch einen Cameo-Auftritt als Kurt Kabuffke, wurde aber im Abspann nicht als Darsteller erwähnt.
Seit Ende der 80er Jahre inszenierte und produzierte Lützelburg zahlreiche Werbespots für Werbeagenturen wie Saatchi & Saatchi, Young & Rubicam, McCann Erickson, MC & LB. Für einen Anti-Aids-Film des Bundesgesundheitsministeriums erhielt er u. a. einen Bronzenen Löwen bei den Werbefestspielen Cannes Lions International Advertising Festival. Lützelburg lebt und arbeitet in München und Málaga.

## Filmographie
| Filmtitel                                 | Jahr    | Funktion                                   |
| ----------------------------------------- | ------- | ------------------------------------------ |
| Was halten Sie vom Tod der Wilma Montesi? | 1978    | Autor und Regisseur                        |
| Anderland, TV Kinderserie                 | 1980    | Autor                                      |
| Die Nacht des Schicksals                  | 1981    | Autor, Regisseur und Co-Produzent          |
| Episode Star in Neonstadt                 | 1982    | Autor und Regisseur                        |
| Showbühne, TV-Show                        | 1984    | Autor                                      |
| Im Himmel ist die Hölle los               | 1984    | Autor, Regisseur, Produzent und Darsteller |
| Zahlreiche Werbespots                     | ab 1988 | Regisseur und Produzent                    |
| Die Suche nach Karel                      | 1996    | Autor                                      |
| Farbe von Deluxe                          | 2000    | Autor, Regisseur und Produzent             |
| Belleville                                | 2002    | Autor und Regisseur                        |
| Billy Black                               | 2005    | Autor                                      |
| Lost in Spain                             | 2008    | Autor und Regisseur                        |